# Rubus clementis
Rubus clementis är en rosväxtart som beskrevs av Elmer Drew Merrill. Rubus clementis ingår i släktet rubusar, och familjen rosväxter. Inga underarter finns listade i Catalogue of Life.